# Sinoelaterium
Sinoelaterium là một chi bọ cánh cứng trong họ 
Elateridae.
Chi này được miêu tả khoa học năm 1928 bởi Ping.

## Các loài
Chi này có các loài:
- Sinoelaterium melanovolor Ping, 1928